# Râul Valea Roatei
Râul Valea Roatei este un curs de apă, afluent al râului Bălăneasa. 

## Hărți
- Harta Județului Buzăului